# All I Really Want to Do/I'll Feel a Whole Lot Better
All I Really Want to Do/I'll Feel a Whole Lot Better è una singolo di genere pop-folk del gruppo musicale californiano The Byrds.

## Descrizione
Il brano sul lato A, All I Really Want To Do, è una cover del brano di Bob Dylan che apriva l'album Another Side of Bob Dylan del 1964.
Entrambi i brani furono inclusi nell'album Mr. Tambourine Man, pubblicato nello stesso anno; la versione di All I Really Want To Do dell'album ha alcune differenze nel testo.

## Tracce
Lato A
1. All I Really Want to Do – 2:02 (Bob Dylan)

Lato B
1. I'll Feel a Whole Lot Better – 2:31 (Gene Clark)

## Formazione
- Jim McGuinn - leader, chitarra a 12 corde, voce
- Gene Clark - tamburello, voce
- David Crosby - chitarra ritmica, voce
- Chris Hillman - basso, voce
- Michael Clarke - batteria

## Classifiche
| Classifica (1965)      | Posizione raggiunta |
| ---------------------- | ------------------- |
| U.S. Billboard Hot 100 | 40                  |
| Official Singles Chart | 4                   |